# 克里斯特卢 (帕雷迪什)
克里斯特卢（葡萄牙語：Cristelo）是葡萄牙波尔图区的一个堂区。总面积1.15平方公里，总人口1914人，人口密度1664.3人/平方公里。